# Erina translucens
Erina translucens är en fjärilsart som beskrevs av Lucas 1891. Erina translucens ingår i släktet Erina och familjen juvelvingar. Inga underarter finns listade i Catalogue of Life.